# Analýza sociálních sítí
Analýza sociálních sítí, pod kterou si představme analytické získávání informací a dat ze sociálních sítí pomocí sociometrie a teorie grafů, patří mezi mladé vědecké disciplíny. Analýza sociálních sítí (dále jen ASS) charakterizuje mezilidské vztahy a interakce, na které můžeme nahlížet jako na sociální struktury (klíčový pojem i pro ASS). Tyto struktury se znázorňují formou sociogramů v nichž se nacházejí body a linie je spojující, které zobrazují propletenost zkoumané struktury. ASS se stala užívanou a rapidně rostoucí klíčovou technikou v moderní sociologii, ale i v jiných vědních odvětví jako jsou např.: antropologie, biologie, ekonomie, geografie a informatika.

## Historie
Analýza sociálních sítí má své teoretické kořeny v dílech raných sociologů jako byli Georg Simmel a Émile Durkheim, kteří upozorňovali na důležitost studia systému vztahů ve společnosti. Termín „sociální síť“ začali sociologové používat začátkem 20. století k označení složitého souboru vztahů mezi členy společností na všech úrovních, od mezilidských, po mezinárodní. Ve 30. létech 20. století Jacob Moreno a Helen Jennings představili základní analytickou metodu. V roce 1954 John Arundel Barnes začal používat toto označení pro systém vazeb, zahrnující tradiční pojetí používané veřejností i vědci: skupinové vazby (např.: kmeny, rodiny) a společenské skupiny (např.: etnika). O rozšíření používání analýzy sociálních sítí se zasloužili učenci jako například Ronald Burt, Kathleen Carley, Mark Granovetter, David Krackhardt, Edward Laumann, Anatol Rapoport, Barry Wellman, Douglas R. White a Harrison White. Analýza sociálních sítí si našla své využití v různých vědních oborech, stejně jako praktické využití v boji proti praní peněz, organizovanému zločinu, nebo terorismu.

## Teorie
Analýza sociálních sítí zkoumá sociální síť jako skupinu navzájem propojených uzlů (aktérů). Mezi těmito aktéry jsou určité vztahy, které jsou znázorňovány hranami. To vše dává dohromady mapu, která graficky znázorňuje jednotlivé prvky a veškeré vztahy mezi nimi. Jelikož je velké množství možných vztahů, rozlišujeme je jednotlivě jiným grafickým znázorněným, unikátním pro každý vztah. Analýza se používá zejména při zjišťování vztahů a atmosféry v organizaci, při hodnocení komunikace, či při řízení znalostí. „Analýza sociálních sítí se zaměřuje na odhalování vzorců lidského chování“. Existuje hned několik postupů, kterými můžeme tuto analýzu provést, a nazýváme je analytické techniky. Liší se od sebe jak časově tak úkolově. Mezi ty nejzákladnější patří
- Metoda kritické cesty - CPM (Critical Patch Method)[9]
- Metoda CCM (Critical Chain Method)[9]
- Metoda PERT (Program Evaluation and Review Technique)[10]
- Metoda GERT (Graphical Evaluation and Review Technique)
- Metoda MPM (Metra Potential Method)[11]

### Centralita uzlů
ASS se zabývá statistickým zkoumáním dat o subjektech, vztazích mezi nimi a analyzováním vzorců těchto interakcí. Pozice a důležitost uzlů se zjišťuje pomocí algoritmů a určuje jejich vliv v dané síti. Logicky se dá odvodit, že uzle s největší centralitou, neboli největším významem, budou ovlivňovat většinu ostatních v dané struktuře. Způsoby měření centrality uzlů:
1. Centralita měřená stupněm uzlů (degree centrality): tento způsob zkoumá přímé vazby uzlů a za hlavní uzel sítě se považuje ten co má nejvíce těchto přímých vazeb. Tento způsob měření centrality je historicky nejstarší.[13]
2. Blízkost polohy ve středu (closeness centrality): vyzdvihuje důležitost mostů mezi uzly, jelikož centralita tohoto typu se zjišťuje největším počtem procházejících dvojic uzlů tímto centrálním. Díky těmto konexím a vysoké informovanosti mohou tyto body kontrolovat průtok dat skrze ně.
3. Středová mezipoloha (betweness centrality): tyto uzle mají nejrychlejší přístup ke všem informacím v síti díky své vzdálenosti ke všem ostatním prvkům sítě.[14]
4. Eigenvector centrality: způsob měření centrality navazující na degree centrality. Jedná se o podobný princip výpočtu spojující sílu a počet přímých vazeb, rozšířený o parametr který zahrnuje také centralitu těch uzlů se kterými se spojuje.[15]

### Skupiny v sociální síti
Sociální síť často obsahuje různé skupiny uzlů, které se vyznačují určitými společnými rysy a odlišují se tak od celku. V analýze sociálních sítí se obecně uplatňují dva základní způsoby strukturování sociální sítě na menší skupiny.
První z nich se zakládá na přítomnosti přímo spojených dvojic uzlů (tzv. dryády) nebo trojic uzlů (tzv. triády) v sociální síti, které jsou následně spojeny do větších hustě propojených uskupení. Jedná se tedy o postup „zdola“. Výsledkem jsou skupiny označované jako „kliky“. Tímto způsobem lze rozeznat i další druhy uskupení, jako n-kliky, n-klany a k-plexy. Od běžných klik se liší tím, že zahrnují i některé uzly navíc, které nejsou s danou skupinou tak těsně spojeny.
Druhý způsob identifikuje různé skupiny naopak přístupem „shora“. Při pohledu na výsledný graf je možno objevit jednotlivé oblasti s vyšší koncentrací a provázaností uzlů, které tak do určité míry působí jako oddělené skupiny od zbytku grafu. Tímto způsobem lze v sociální síti definovat bloky, komponenty, lambda sety, k-jádra, f-skupiny, frakce či mosty.

### Síla vazeb v síti
V sociální síti můžeme jednotlivé vazby (vztahy) rozlišit na silné a slabé. Silné vazby se zpravidla nacházejí mezi členy rodiny, dobrými přáteli a spolupracovníky. Slabé vazby představují spíš známosti.
Podle Granovetterova difuzního modelu šíření informací mají právě slabé vazby velký význam pro šíření informací. Důvod je takový, že v uskupeních lidí se vzájemně silnými vazbami totiž obíhají vesměs stejné informace. Pro šíření nových poznatků mezi větší množství lidí se proto více hodí vazby slabé.

### Síťové role
Náhledů na síťové role je mnoho, jednu z těch hlavních definoval britský spisovatel a novinář Malcolm Gladwell ve svém díle Bod zlomu. V sociální struktuře můžeme roli definovat jako souhrn očekávání, které jsou sjednoceny do určité pozice, nejedná se ovšem o role sociální, nýbrž role související s pozicí uzlů v síti. Na sociálních sítích zpozorujeme 4 základní typy „lidí“:
1. Spojovatelé: tyto lidi poznáme podle enormního množství známých a dalších kontaktů. Spojovatelé mají schopnost rychle navazovat nové vazby s ostatními lidmi a tyto kontakty pak také využívat. Tyto schopnosti jsou velkou výhodou v podnikání.
2. Maveni: pochází z židovského výrazu Mevin, znamenající shromažďovače vědění. Maveni jsou zběhlí v rozsáhlém spektru informací a pouček, rádi vám poradí, aby využili své znalosti. Jejich hlavní vlohy spočívají ve spojování vzdálených informací a převádění je na poznatky, které nejdou najít jako celek.
3. Prodejci: charismatický a velmi komunikativní typ, dokáže ostatní nadchnout pro cokoliv.
4. Překladatelé: člověk který má cit pro práci s informacemi ve svém okolí, ví jak předělat vtip z jiného státu, aby byl aktuální pro kulturu ve které žije. Tyto typy jsou využíváni např. v marketingu, kdy se nějaká firma potřebuje přesně zaměřit na nějaký určitý okruh lidí.[18]

## Praxe

### Modelace a zobrazení
Pro zobrazení ASS a její grafickou vizualizaci se používá velké množství různorodých grafů vycházejících z teorie uzlů. Společnými rysy pro většinu technik jsou jednotlivé body tzv. uzle, či objekty zájmu, které reprezentují populaci. U uzlů se dále pracuje s velikostí a barvou, jež znázorňují významnost a charakterovou vlastnost. Spojnice, či síť má za úkol ukázat vazbu mezi jednotlivými uzly. Spojnice mohou nést velké množství informací a pracuje se s jejich šířkou, barvou, směrem šipek, spojitostí a zakřivením.
Při vizualizaci většího množství prvků a zkoumání sítě se používá softwarových programů, jelikož manuální zpracování by bylo v reálném čase téměř nemožné. Zároveň je třeba dbát zvýšené pozornosti při interpretaci výstupu, jelikož může dojít k vyvození mylných závěrů.

### Využití v praxi
ASS nalézá uplatnění v mnoha odvětvích a je jednou z nejrychleji se rozvíjejících disciplín v rámci sociologie a analýzy vztahů mezi subjekty. Jedno ze základních rozdělení užití je pro soukromý a veřejný sektor.
V soukromém sektoru se používá hojně v marketingové sféře ke zkoumání vlivu jednotlivců a sociálních skupin na veřejné mínění, volební preference, názory, lidské vztahy a sociální interakci jak v rámci celé populace, tak na jednotlivé cílové skupiny. Své užití najde i na poli zdokonalování prodeje a tvorbě obchodních strategií.
Ve veřejném sektoru se ASS uplatňuje na poli výzkumu, pro ověřování hypotéz a sociologických studií, a národní bezpečnosti. Národní bezpečnostní agentura (USA), je často kritizována za neustálé odposlouchávání, zachycování elektronické komunikace a virtuální stopy. Ke zpracování dat využívá NSA mimo jiné ASS, která ji pomáhá určit centrální uzly a navazující síť, při rozkrývání organizovaného zločinu a terorismu.